# Hollyoaks
Hollyoaks es una telenovela británica, que se transmite desde el 23 de octubre de 1995 por la cadena Channel 4. Hollyoaks es una de las principales series en el Reino Unido, junto a las exitosas EastEnders, Coronation Street y Emmerdale.
Fue creada por Phil Redmond y ha contado con actores y cantantes exitosos como Max Brown, Gemma Atkinson, David Ames, Justin Burton, Hannah Ashworth, entre muchos otros.
La serie se caracteriza por abordar temas serios acerca de la sociedad.

## Historia
La serie transcurre en el ficcional pueblo de Hollyoaks, donde sus habitantes tendrán que lidiar con sus propios problemas, entre ellos adicciones a las drogas, asesinato, incendios premeditados, choques y fugas, suicidios, falta de viviendas, problemas financieros, racismo, religión, homofobia, confusión sexual, alcoholismo, violación, cáncer, abuso infantil, violencia doméstica, anorexia-bulimia, incesto, acoso sexual, intimidación, VIH, relaciones alumno-profesor, autolesiones, esquizofrenia, epilepsia, adicción al juego, robos, embarazos adolescentes, abortos, aneurismas cerebrales, trastornos de identidad y el alquiler de vientres.

## Premios y nominaciones
La serie ha ganado casi 16 premios y ha recibido más de 92 nominaciones, entre ellos a los premios BAFTA, National Television, Royal Television Society y British Soaps.

## Localizaciones

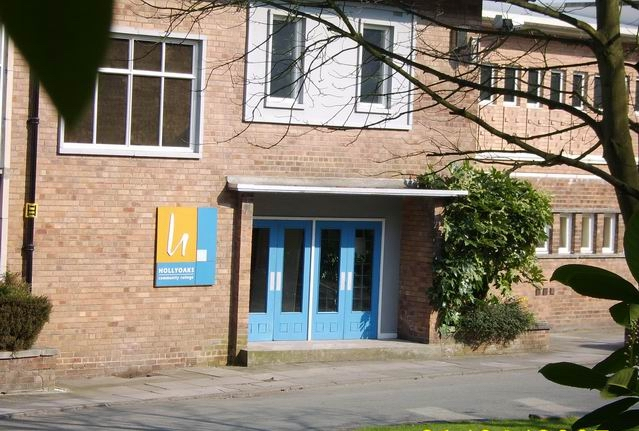
Set de Hollyoaks

- Hollyoaks Village - Principal pueblo ubicado en Cheser, Cheshire. Varios de los personajes viven ahí, sin embargo algunos viven a las afueras del pueblo. Fuera de Hollyoaks se encuentra la escuela, varios departamentos, el cementerio, la piscina y varias casas.
- Hollyoaks High School - Escuela local de secundaria, uno de los principales escenarios de Hollyoaks, muchos de los personajes han asistido a la escuela, actualmente el director es Pete Hamil. En noviembre del 2009 la escuela local llamada Abbey Hill se vio forzada a fusionarse con ella. Algunos personajes que han trabajado ahí han sido Becca Dean, Sally Hunter, Pete Webster, entre otros.
- Hollyoaks Community College - En la universidad local de la aldea de Hollyoaks, esta se encuentra en el centro del pueblo y contiene residencias para los estudiantes dentro de sus instalaciones.
- Dee Valley Police Station - Estación de policía local, ocasionalmente puede verse cuando los residentes de Hollyaoaks son arrestados o interrogados. Actualmente Ethan Scott trabaja ahí.
- Dee Valley Hospital - Hospital local, ocaisonalmene puede observarse cuando los residentes se enferman o terminan heridos.
- SU Bar - el bar de la unión de estudiantes, es el pozo de agua que sirve como creciente para la población de la aldea.

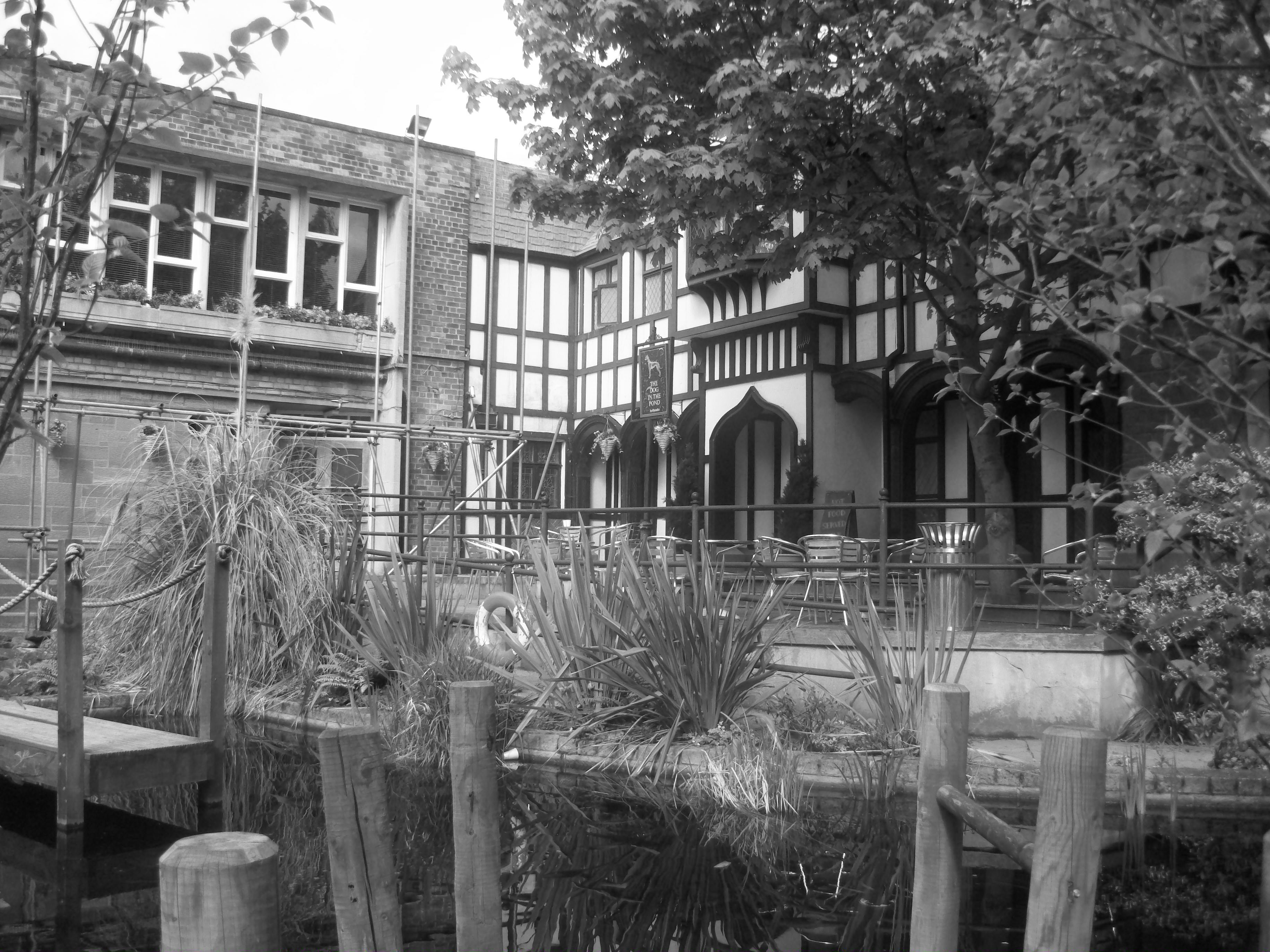
Set de Don In The Pong

- The Dog in the Pond - Anteriormente conocida como "The Jolly Roger" y "The Dog", es la casa pública local.
- Chez Chez - Anteriormente conocida como "The Loft", el Chez Chez es un club nocturno ubicado dentro de la aldea principal. El club ha sido testigo de varios sucesos dramáticos entre ellos, Clare siendo empujada del balcón por Justin Burton en el 2009 o Clare incendiando el club.
- Cincerity - Es la tienda local, anteriormente era una lavandería y una tienda de bronceado. Como lavandería era conocida como "Wash Ip", como tienda de bronceado era conocida como "Tan and Tube". Actualmente es propiedad de Gabby Sharpe.
- MOOBS - Es una barra de jugos ubicada en el centro del pueblo, es propiedad de Steph Cunningham. Anteriormente cuando era propiedad de Tony Hutchinson el lugar era conocido como "The Octagon". También conocida como "Gnot Gnosh" cuando era propiedad de Max Cunningham. Max y su amigo Sam O'Brien renombraron al lugar como "MOBS".  En marzo del 2011 Darren Osborne y Duncan Button se hicieron cargo del lugar y lo llamaron "MOOBS", lo cual se traduce a memorias de nuestra bella Steph.
- St. Timothy's Catholic Church - Iglesia católica que se encuentra afuera de la aldea. Esta aparece desde el 2008 y en ella se han realizado bodas, funerales y bautizos.

## Título y secuencias
El 26 de febrero de 2007 el programa realizó una secuencia de títulos renovados acompañados con una nueva versión más rápida de la melodía original. El estilo de la secuencia de los títulos ha cambiado conforme pasan los años, en marzo del 2008 estos fueron cambiados con un fondo morado y nuevos segmentos de los personajes, el 26 de diciembre de 2008 el fondo cambió de color morado a negro, poco después el 1 de junio de 2009 las letras de la serie cambiaron de rosa-azul a varios colores.
El 19 de junio de 2010 se anunció que la serie cambiaría sus títulos, los cuales serían vistos el 13 de septiembre del mismo año. Después de la inauguración los títulos estos no han sido actualizados ya que dentro de la introducción faltan los personajes Cindy Longford, Mandy Richardson, Gaz Bennett, Ricky Campbell, Doug Carter, Ethan Scott, Liberty Savage, Ruby Button, Esther Bloom, Noah Baxter y Pete Hamill.

## Música
Hollyoaks es la única serie británica que hace uso de música incidental, por lo general usando una variación del tema original, luego es usado como una transición entre las escenas o como parte de una secuencia de sueño. Estos han incluido a bandas como Ocean Colour Scene con la canción "Hundred Mile High City", The Pigeon Detectives, Radiohead, 30 Seconds to Mars, U2, Scissor Sisters, Franz Ferdinand, Kaiser Chiefs, The Libertines, The Kooks, Arctic Monkeys, Morrissey, The Fratellis, Paramore, The Darkness, Maroon 5, entre otros... El tema principal de la serie fue escrito e interpretado por Steve Wright. 
En el 2001 un CD de la banda sonora de la serie fue lanzado, en el cual se pueden oír músicas utilizadas en el programa. El 26 de febrero de 2007 una nueva versión remezclada del tema, junto con títulos nuevos pudieron observarse al iniciar el programa. Esta nueva versión mostraba a varios personajes posando en diferentes posiciones con un colorido telón de fondo.
Varios de los actores de la serie han cantado en algunos de los episodios, algunas bandas que han aparecido han sido "The Alphite", el grupo "Get Cape. Wear Cape. Fly", quienes aparecieron en el 2008 como parte de la batalla de concurso de bandas. En noviembre del mismo año The Saturdays aparecieron en dos episodios del spin-off Hollyoaks Later. En el  2009, McFly apareció en el show e interpretó una canción en el bar SU. Más tarde las "Girls Can't Catch" interpretaron Keep Your Head Up durante la fiesta de graduación de la universidad.

## Producción

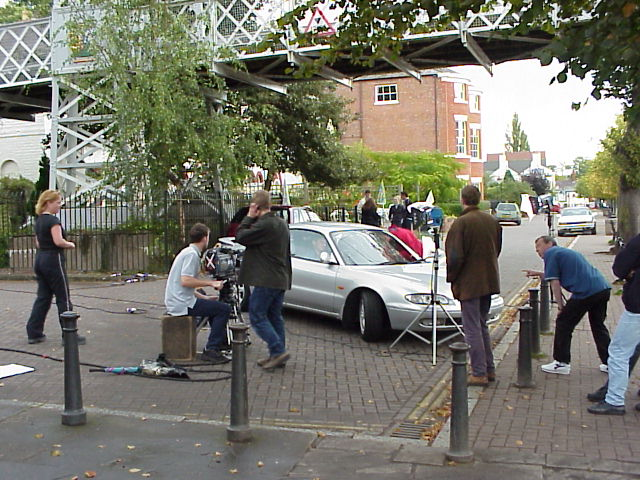
Set de Hollyoaks durante filmaciones.

Holloaks fue creada por Phil Redmond quien ha trabajado en series como "Brookside" y "Grange Hill". Todo transcurre en el suburbio ficticio de Chester llamado Hollyoaks, donde los personajes que se encuentran entre la adolescencia o los veinte años asisten a la escuela Hollyoaks Community College. 
Desde el estreno de la serie en 1995 esta ha pasado de tener a 7 personajes principales a tener casi a 50 personajes. Debido a la enorme proporción de televidentes jóvenes, algunos piensan que la serie es la plataforma ideal para mostrar una variedad de temas que los afectan, por lo que a menudo después de cada episodio aparece un número de línea telefónica de ayuda.
Desde el 5 de julio de 2010 los episodios trasmitidos son producidos por Paul Marquess, quien trabajó como productor ejecutivo de la serie "The Bill". Paul reemplazó a Lucy Allan en enero, después de que esta decidiera renunciar a su puesto como productora de la serie. En el 2002 el creador Phil Redmond consideró retirar el programa de la Cadena 4 después de que esta decidiera cancelar su otra novela, "Brookside". Sin embargo cambió de idea y la serie siguió trasmitiéndose por la misma cadena. En el 2010 Marquess realizó algunos cambios los cuales incluyeron reorganizaciones en el equipo de producción, la salida de 15 antiguos personajes y la llegada de más de treinta nuevos personajes.
En enero del 2011 se anunció que Marquess dejaría su papel como productor de la serie y que sería reemplazado por Gareth Philips.